# Long-courrier (Dune)
Les long-courriers sont des véhicules de fiction dans l’univers de Dune de Frank Herbert.
Dans l'univers de Dune, le Long-courrier est un engin capable de franchir des distances interstellaires de manière instantanée, grâce à l’effet Holtzman, en plissant l’espace. Seul un navigateur de la Guilde spatiale peut, grâce à ses facultés de prescience, les diriger à travers l’espace plissé et ses dangers.
Comme seuls les long-courriers peuvent assurer des liaisons interstellaires, et que la Guilde s'en est assurée le monopole, la plupart des vaisseaux voyagent à l'intérieur de ces appareils. Un long-courrier est donc un gigantesque cargo qui transporte surtout d'autres vaisseaux. Dans les films tirés de Dune, on représente les long-courriers comme de longs tubes évidés, parfois ouverts à leurs extrémités. Il est dit que ces longs tubes peuvent parfois atteindre 1 kilomètre de rayon.
Un long-courrier est zone neutre selon la Grande Convention. Il est interdit de combattre à son bord ou d'y activer ses boucliers car les armes et systèmes de défenses utilisent l'effet Holtzman et créent des interférences avec le système de propulsion du vaisseau. De plus, les passagers sont tenus de rester dans des zones réservées, tandis que les Guildiens et surtout le navigateur restent invisibles. Les contacts sont donc réduits au minimum entre les passagers et l’équipage.
Les long-courriers verront leur monopole battu en brèche par les non-vaisseaux après la mort de Leto Atréides II, mais la Guilde continuera de les employer avec des machines ixiennes.